# دنهام، باکینگهام‌شر
دنهام (به انگلیسی: Denham) یک روستا و محله مدنی در بریتانیا است که در ساوت‌باکس واقع شده‌است. دنهام ۱۶٫۰۲ کیلومتر مربع مساحت و ۷٬۱۳۹ نفر جمعیت دارد.